# Olderdalen
Olderdalen, (Dálvesvaggi en Sami ou Talosvankka en Kvène), est une localité du comté de Troms, en Norvège.

## Géographie
Administrativement, Olderdalen fait partie de la kommune de Kåfjord.
Olderdalen est situé au bord du fjord de Lyngen.

## Transports
La route européenne 6 traverse Djupvik
Un ferry relie Olderdalen à Lyngseidet sur la presqu'île de Lyngen.

## Quelques vues d'Olderdalen

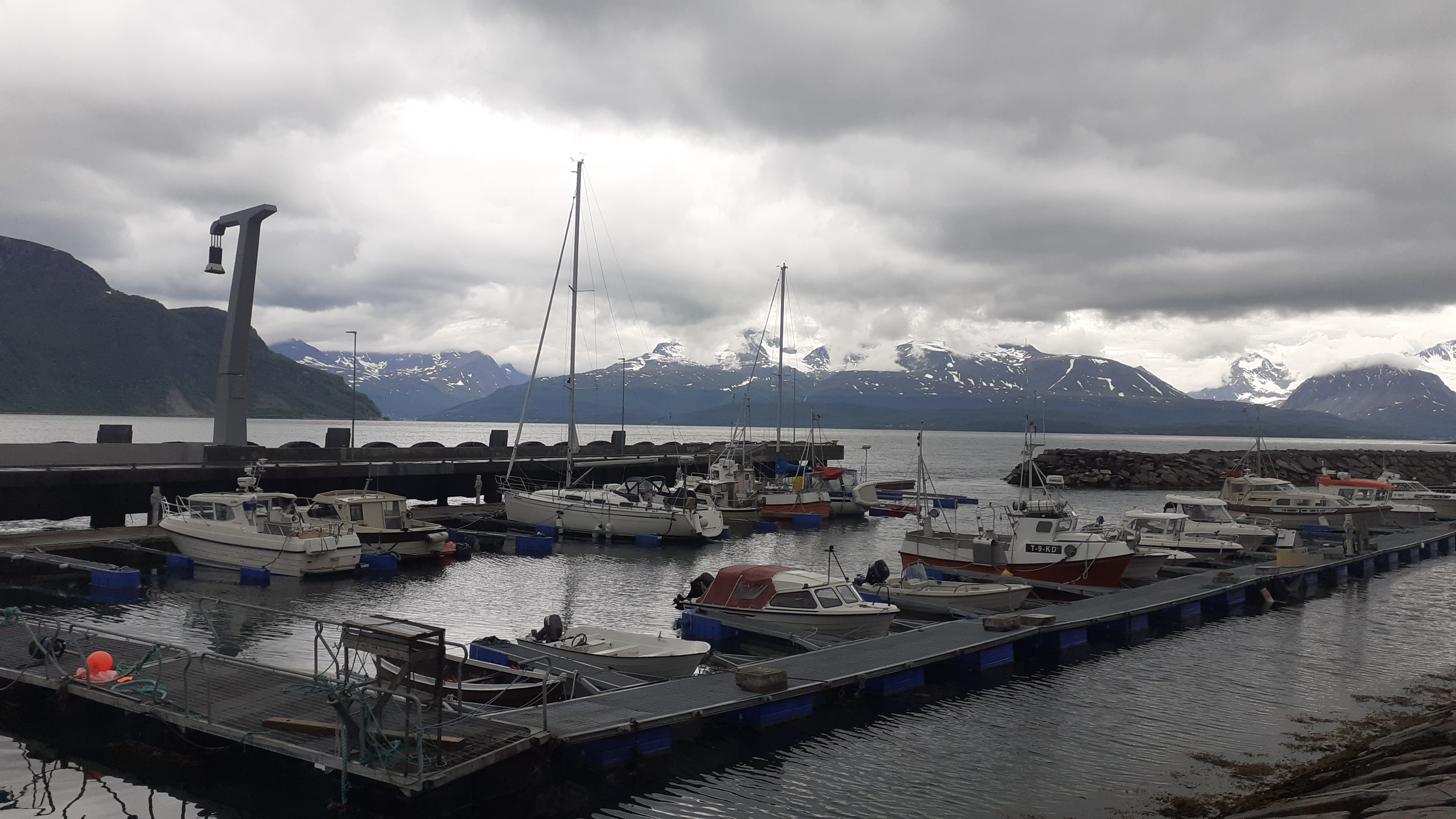
Port d'Olderdalen
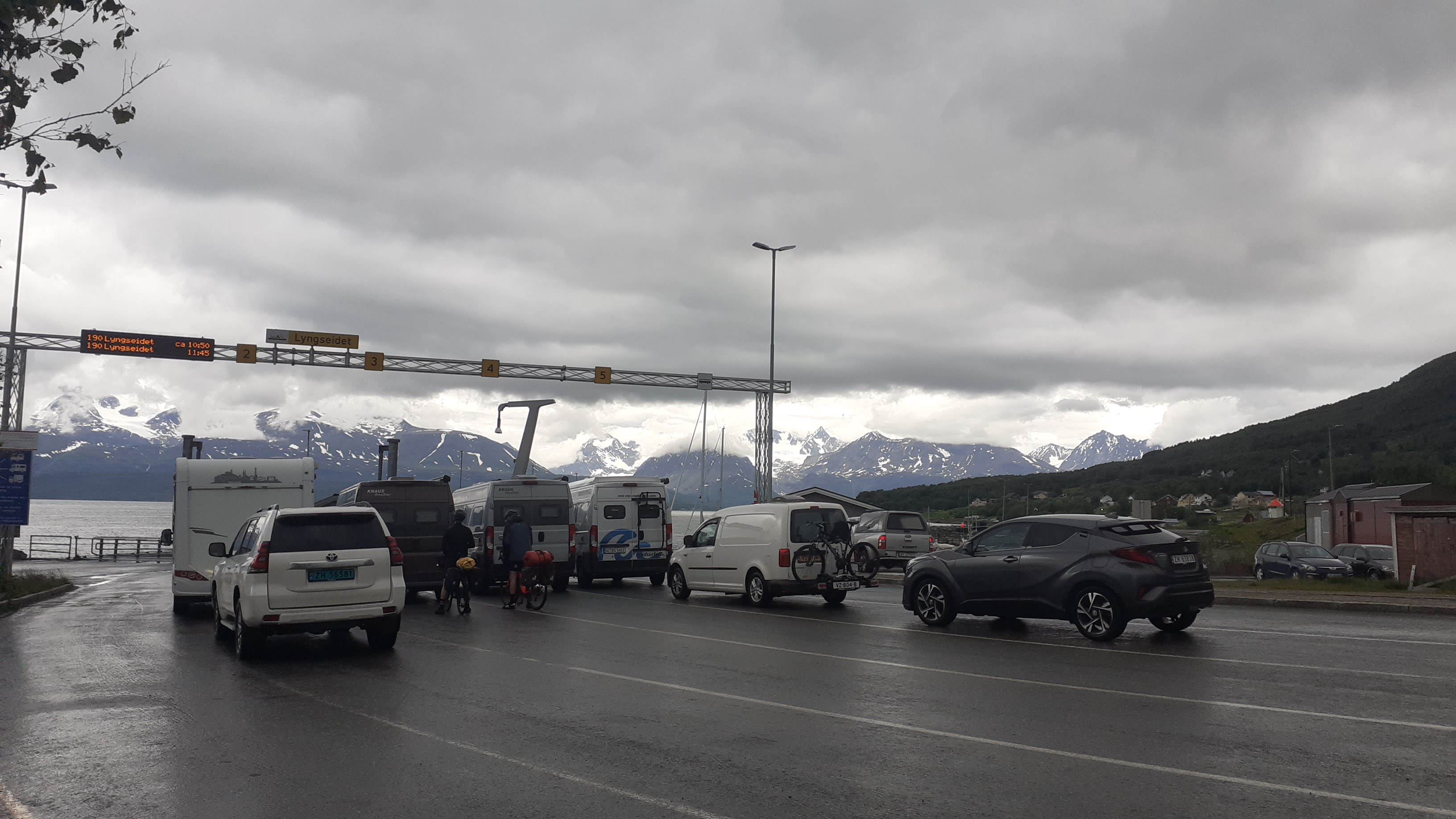
Files d'attente pour le ferry de Lyngen